# Acer miaotaiense
Acer miaotaiense es una especie de arce nativa de China, en el sureste de Gansu, al sudoeste de Henan, al noroeste de Hubei, sur de Shaanxi, y Zhejiang.
Está considerado un sinónimo de Acer miyabei subsp. miaotaiense (P.C.Tsoong) A.E.Murray

## Descripción
Es un árbol caducifolio de tamaño medio que crece 25 m de altura, con corteza gris-marrón áspera. Las hojas son de tres lóbulos, de 4 a 9 cm de largo y de 5 a 8 cm de ancho, con un pecíolo de 6 a 7 cm de largo, el pecíolo sangra látex blanco si se corta. Las flores se producen en primavera, al mismo tiempo que las hojas se tornan de color amarillo verdoso, en corimbos erectos. El fruto es una sámara con dos semillas aladas alineadas a 180 °, cada semilla tiene 8 mm de ancho, son planas con un ala de 2 cm.
Está estrechamente relacionada con el Acer miyabei de Japón, y el Acer campestre de Europa. Es un árbol poco común, considerado vulnerable.

## Taxonomía
Acer miaotaiense fue descrita por Pu Chiu Tsoong y publicado en Kew Bulletin 9(1): 83. 1954.
Etimología
Acer: nombre genérico que procede del latín ǎcěr, -ĕris = (afilado), referido a las puntas características de las hojas o a la dureza de la madera que, supuestamente, se utilizaría para fabricar lanzas. Ya citado en, entre otros, Plinio el Viejo, 16, XXVI/XXVII, refiriéndose a unas cuantas especies de Arce.
miaotaiense: epíteto
- Acer miaotaiense P.C.Tsoong
- Acer miaotaiense var. glabrum M.C.Wang
- Acer miyabei subsp. miaotaiense (Tsoong) E. Murray
- Acer yangjuechi W.P.Fang & P.L.Chiu[8]